# 史評 (嘉慶進士)
史評（1778年—1837年），字衡堂，號松軒，山東武定府樂陵縣人，清朝政治人物。史譜族弟。

## 生平
嘉慶五年（1800年）庚申恩科山東鄉試舉人，十三年（1808年）戊辰科二甲第十九名進士。選翰林院庶吉士，散館授編修，十七年（1812年）任武英殿纂修官、文穎館纂修官，道光元年（1821年）升左春坊左贊善，六年（1826年）升翰林院侍讀，七年（1827年）任文淵閣校理，八年（1828年）改左春坊左庶子，九年（1829年）任國史館纂修官，十一年（1831年）改侍讀學士，充日講起居注官，同年任武英殿提調官，十二年（1832年）升國子監祭酒，同年任咸安宮官學總裁，十三年（1833年）改詹事府少詹事，十四年（1834年）升內閣學士兼禮部右侍郎，十六年（1836年）改禮部左侍郎，十七年（1837年）卒於官。